# Ryūji Koizumi
Ryūji Koizumi (japanisch 小泉 龍司 Koizumi Ryūji; * 17. September 1952 in Tokio, familienregistriert in Chichibu, Saitama) ist ein japanischer Politiker (parteilos→Liberaldemokratische Partei (LDP)→parteilos/Hiranuma-Gruppe→partei- und fraktionslos, Nikai-Faktion→LDP, Nikai-Faktion), mit Unterbrechung seit dem Jahr 2000 Mitglied des Repräsentantenhauses (Unterhaus der Nationalversammlung) für den 11. Wahlkreis Saitama und ehemaliger Justizminister.
Koizumi wurde nach seinem Studium an der rechtswissenschaftlichen Fakultät der Universität Tokio Beamter im Finanzministerium. In seiner Zeit als Beamter absolvierte er auch ein Graduiertenstudium an der Columbia-Universität. 1996 beendete er seine Beamtenkarriere für den Wechsel in die Politik.
Bei der Repräsentantenhauswahl 1996, der ersten nach der Wahlrechtsreform, kandidierte Koizumi ohne Parteinominierung im neuen FPTP-Wahlkreis Saitama 11, landete aber hinter Takuji Katō (LDP) und Taneaki Tanami (parteilos mit NFP-DP-Unterstützung) nur auf dem dritten Platz. Im zweiten Anlauf konnte er sich bei der Wahl 2000 gegen Katō durchsetzen und trat einige Monate später der LDP bei, für die er 2003 souverän wiedergewählt wurde. Im „Post-Parlament“ 2005 stimmte Koizumi gegen das Postprivatisierungsgesetz der Regierung von Jun’ichirō Koizumi und musste bei der resultierenden Repräsentantenhauswahl ohne Parteinominierung antreten. Die LDP stellte als „Attentäter-Kandidaten“ Etsuji Arai auf, der Koizumi um rund zwei Prozentpunkte schlug.
Bei der LDP-Erdrutschniederlage 2009 kandidierte Koizumi mit Unterstützung von Takeo Hiranuma und aus dem Gewerkschaftsbund Rengō Saitama, während die Mitte-links-Opposition auf eine Nominierung in Saitama 11 verzichtete, und Koizumi gewann den Sitz mit Zweidrittelmehrheit zurück. Anschließend schloss er sich der um Hiranuma formierten Fraktion kokueki to kokumin no seikatsu o mamoru kai (informell Hiranuma-Gruppe) an und übernahm nach Hiranumas Austritt 2010 deren Vorsitz. 2011 kehrte er in die LDP-Fraktion zurück, blieb aber zunächst weiter parteilos und gewann Saitama 11 bei den Wahlen 2012, 2014 und 2017 klar gegen Tomohiro Konno (zweimal LDP-nominiert, 2017 unabhängig mit LDP-Wahlempfehlung). Ab 2014 nahm er bereits als „Sondermitglied“ (tokubetsu kaiin) an Sitzungen der Nikai-Faktion teil. Nach der Wahl 2017 wurde er schließlich von der LDP-nachnominiert und kehrte in die Partei zurück. Bei den Repräsentantenhauswahlen 2021 und 2024 wurde er für die LDP wiedergewählt.
Bei der zweiten Umbildung des zweiten Kabinetts Kishida im September 2023 wurde Koizumi zum Justizminister ernannt und blieb bis zum Ende von Kishidas Amtszeit im Oktober 2024 im Amt.